# 에모말리 라흐몬
에모말리 라흐몬(타지크어: Эмомалӣ Раҳмон, 1952년 10월 5일~)은 타지키스탄의 정치인이다. 본명은 에모말리 샤리포비치 라흐모노프(타지크어: Эмомалӣ Шарифович Раҳмонов, 문화어: 에모말리 라흐모노브)이다. 그는 타지키스탄 인민민주당 총재이기도 하며, 1992년 11월 20일에 라흐몬 나비예프로부터 최고의회의장(국가원수직)을 물려받았다. 1994년 11월 16일부로 대통령 임기를 시작하였다.

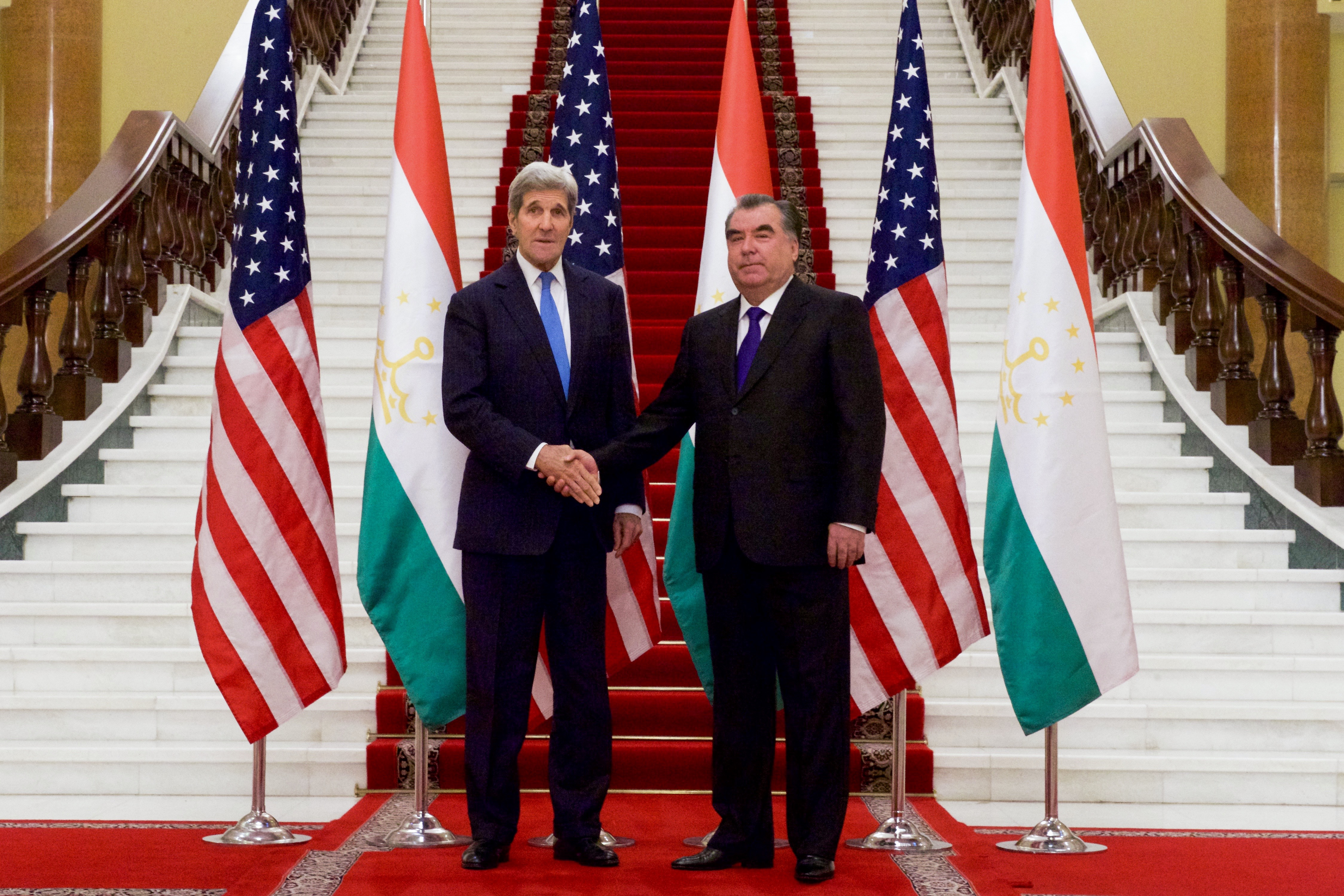
존 케리 미국 국무장관과 함께

타지키스탄 남서부 쿨롭에서 태어났으며 고등학교 졸업 후 정유공장의 전기공으로 사회생활을 시작하였다. 1971년~1974년 구소련의 태평양함대에서 군생활을 하였고, 1977년~1982년 국립대학 경제학부에서 공부한 후 정계에 입문하였다.

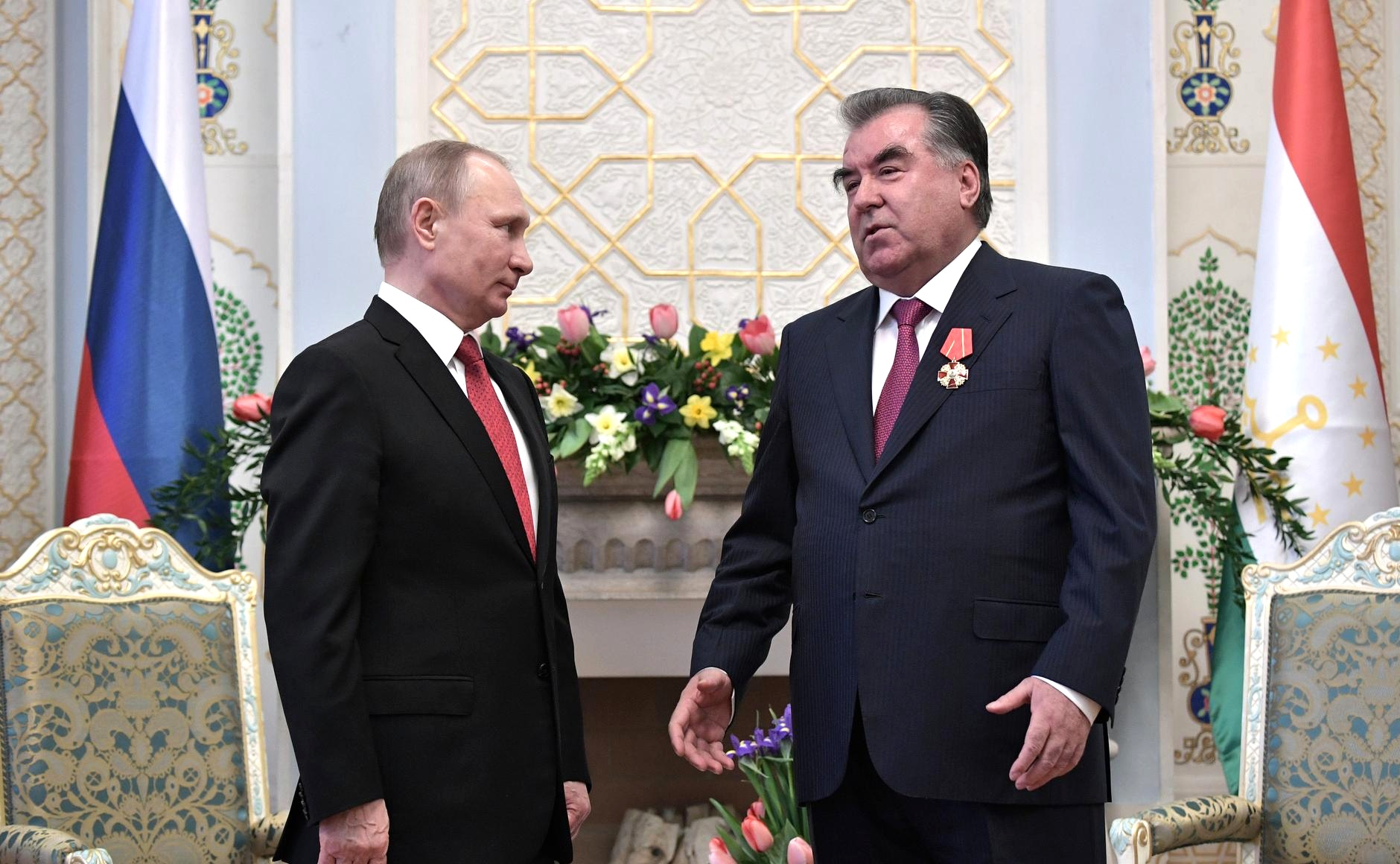
푸틴 대통령과 라흐몬 대통령(2017년)

그의 정치무대에서의 권력 기반은 고향의 협동국영농장 책임자의 직책에서 비롯되었다. 이를 기반으로 1990년 타지크 소비에트 사회주의 공화국 시절 타지키스탄 최고위원회의 인민대표로 선출되었다. 1991년 9월 소비에트 연방으로부터 독립을 선언하였고, 1992년 11월 독립국 타지키스탄의 최고위원회 의장으로 선출되어 국가원수의 역할을 수행하였다.
1994년 9월 정부와 반정부 세력 간의 타지키스탄 내전이 종식된 후 11월에 실시된 대통령 선거에서 당선되어 같은 달 취임하였다. 1999년 9월 5년인 대통령 임기의 7년 연장을 골자로 한 헌법 개정안이 국민투표를 통해 확정되었고, 이에 따라 같은 해 11월에 실시된 대통령 선거에서 97%라는 득표율로 일방적인 승리를 거두며 재선되었다. 2006년 11월 대통령 선거에서도 여당 타지키스탄 인민민주당(HDKT) 후보로 출마하여 79%의 지지로 3선에 성공하였다.
2007년 4월 14일 러시아식 이름인 에모말리 라흐모노프에서 타지크식 이름인 에모말리 라흐몬으로 개명했다. 2013년 11월 대통령 선거에서도 여당 후보로 또 출마하여 83%의 지지로 4선에 성공하였다. 2015년 11월에는 타지키스탄 의회가 라흐몬 대통령에게 '국가지도자' 칭호를 부여하고 그에 대한 면책특권을 강화하는 내용을 담은 법안 제정을 추진했다. 2016년 5월 라흐몬 대통령의 임기 제한을 폐지시키는 법안을 통과되어 앞으로 종신집권의 길이 열렸다. 다음 2020년 대선에 그의 큰아들을 대선에 출마시킨다는 전망이 나왔다.
2020년 10월 11일 라흐몬 현 대통령이 다시 대통령 선거에 출마하였다. 선거 결과 92% 득표율 잠정 집계로 5선에 성공하였다.

## 역대 선거 결과
| 선거명      | 직책명              | 대수 | 정당                  | 득표율 | 득표수      | 결과 | 당락 |
| ----------- | ------------------- | ---- | --------------------- | ------ | ----------- | ---- | ---- |
| 1994년 선거 | 타지키스탄의 대통령 | 3대  | 타지키스탄 인민민주당 | 59.54% | 1,434,437표 | 1위  |      |
| 1999년 선거 | 타지키스탄의 대통령 | 3대  | 타지키스탄 인민민주당 | 97.62% | 2,749,908표 | 1위  |      |
| 2006년 선거 | 타지키스탄의 대통령 | 3대  | 타지키스탄 인민민주당 | 80.34% | 2,419,192표 | 1위  |      |
| 2013년 선거 | 타지키스탄의 대통령 | 3대  | 타지키스탄 인민민주당 | 83.92% | 3,023,754표 | 1위  |      |
| 2020년 선거 | 타지키스탄의 대통령 | 3대  | 타지키스탄 인민민주당 | 92.08% | 3,853,987표 | 1위  |      |